# Venray vasútállomás
Venray vasútállomás vasútállomás Hollandiában, Venray községben,  településen.

## Vasútvonalak
Az állomást az alábbi vasútvonalak érintik:
- Nijmegen–Venlo-vasútvonal

## Kapcsolódó állomások
A vasútállomáshoz az alábbi állomások vannak a legközelebb:
- Vierlingsbeek vasútállomás (észak)
- Blerick vasútállomás (délkelet)